# 地利黃金閣
地利黃金閣（英語：Prestige）是一個位於香港新界元朗橫洲鄰近朗屏站的中型私人別墅屋苑，總面積約12,000平方米，有90多幢不超過3層的別墅。屋苑內有全幢、複式或單層之單位，每層標準建築面積約700平方呎。2樓單位連接天台業權，地下單位業權均連接不同面積的花園，部份可停泊一部或以上的車輛。
屋苑同時鄰近多個大自然景點如鳳眼藍花海、南生圍、香港濕地公園等等。

## 交通

### 港鐵
由地利黃金閣步行至港鐵朗屏站（需時約8分鐘）

### 巴士總站
由地利黃金閣步行至朗屏邨巴士總站（需時約3分鐘）
九龍巴士68A線
朗屏邨 ↔ 青衣鐵路站
提供朗屏邨往來青衣的巴士服務，於1986年10月19日起投入服務。2004年2月23日起配合九廣西鐵（現稱港鐵西鐵線）通車後元朗區部份巴士路線重組，延長至青衣鐵路站，並取代63M及63P線的服務，成為青山公路（屯門至屏山段）的主要路線之一。
九龍巴士76K線
上水（清河） ↔ 元朗（朗屏邨）
提供朗屏邨、元朗、新田往來華明邨的巴士服務。
港鐵巴士K66線
朗屏 ↔ 大棠
提供朗屏邨、元朗往來大棠的巴士服務，於1973年10月11日起投入服務。1991年1月20日起延長至元朗工業邨。2004年1月18日配合九廣西鐵（現稱港鐵西鐵線）全線通車改稱K66，並縮短至朗屏。

### 巴士中途站
九龍巴士268B線
朗屏鐵路站 ↔ 紅磡碼頭
提供元朗往來尖沙咀、紅磡的巴士服務，於2004年2月2日投入服務。
九龍巴士268C線
朗屏鐵路站 ↔ 觀塘碼頭
提供元朗往來黃大仙、觀塘的巴士服務，於2004年2月23日投入服務。
港鐵巴士K68線
元朗工業邨 ↺ 元朗公園
提供元朗工業邨往來元朗市鎮公園的巴士服務，於2004年1月18日起投入服務。
港鐵巴士K73線
天恆 ↺ 元朗西
提供天恆邨往來元朗的巴士服務，於2004年4月18日起投入服務。
港鐵巴士K74線
天瑞 ↺ 元朗東
提供天瑞往來元朗的巴士服務，於2004年9月27日起投入服務。

### 專線小巴中途站
新界區專線小巴77線
天水圍市中心 ↔ 落馬洲轉車站
提供天水圍市中心、天頌苑、天瑞、天耀、朗屏及元朗市中心往來落馬洲轉車站的專線小巴服務，於1997年3月20日起配合落馬洲過境巴士服務啟用而開辦。

## 購物
鄰近的朗屏商場有惠康（大型）、日本城、759阿信屋、萬寧、街市、藥房、診所和各種民生商店。

## 食肆
鄰近的朗屏商場有稻香超級漁港、茶餐廳、麥當勞、大快活等等。步行約8分鐘到俊賢坊有不同的特色吃店。步行約18分鐘可到達元朗廣場，有不同的食肆和連鎖式餐館。

## 外部連結
- 孖寶村屋 鄉郊風情 各有特色 元朗The Prestige 錦田六本木（页面存档备份，存于）